# Fredrik Dolk
Gustav Fredrik Dolk, född 14 december 1961 i Solna, är en  svensk skådespelare och simmare.

## Biografi
Dolk hörde 1975–1976 till den svenska simmareliten. Därefter studerade han ett år vid high school i USA där han kom att medverka i olika teateruppsättningar. Han kom också att göra  värnplikten vid kustartilleriet i Karlskrona när den sovjetiska ubåten U 137 gick på grund där. 1983 gick han på Calle Flygare Teaterskola och spelade statistroller på Dramaten. Han studerade vid Statens scenskola i Göteborg 1985–1988 och gjorde sin praktik vid Dramaten. Han har i flera år varit engagerad bland annat vid Helsingborgs stadsteater och medverkat i Eva Rydbergs uppsättningar på Fredriksdalsteatern. Han har även gjort en mängd roller på film och TV.
Då företaget Media Dubb i början av 1990-talet dubbade 1987 års tecknade TV-serie Teenage Mutant Ninja Turtles medverkade Dolk och svarade bland annat för "Splinters" röst. Han hade även den svenska rösten till "Mamorou Chiba"/"Den Maskerade Rosen" i Sailor Moon, "Scott Tracy" i Thunderbirds, "Buzz Lightyear" i Toy Story-filmerna, "Pepin" i spelet Diablo, "Gyllenroy Lockman" i Harry Potter och Hemligheternas kammare och gjorde rösten till "Stanley Ipkiss" i Masken. Han har även dubbat flera andra filmer. 
2015–2016 gjorde han rollen som direktören "Gösta Angerud" i urproduktionen av musikalen Sällskapsresan – baserad på Lasse Åbergs film Sällskapsresan (1980) – på Nöjesteatern i Malmö samt Chinateatern i Stockholm.

## Filmografi (urval)
- 1990 – Teenage Mutant Ninja Turtles (TV-serie) (röster som Splinter och Baxter Stockman i Media Dubbs dubbning)
- 1991 – Joker
- 1991 – Det lilla blå loket (röst som Tornet)
- 1993 – Tryggare kan ingen vara ......
- 1995 – Toy Story (röst som Buzz Lightyear)
- 1996 – Vackert väder
- 1996 – Svensson, Svensson (TV-serie)
- 1996 – Sailor Moon (TV-serie) (röst som Maskerade Rosen)
- 1996 – Mullvadens jul (röst som Råttan "Råttentott")
- 1997 – Nattbuss 807
- 1997 – Svensson, Svensson – filmen
- 1998 – Det magiska svärdet – Kampen om Camelot (röst som kung Arthur)
- 1998 – Lithivm
- 1998 – Skilda världar (TV-serie) (gästroll)
- 1999 – Trettondagsafton
- 1999 – Insider (TV-serie)
- 1999 – Tre Kronor (TV-serie)
- 1999 – Bäddat för sex
- 1999 – Sherdil
- 1999 – Noll tolerans
- 1999 – Toy Story 2 (röst som Buzz Lightyear)
- 1999 – Toy Story 2 (datorspel) (röst som Buzz Lightyear)
- 2000 – Buzz Lightyear, rymdjägare: Äventyret börjar (röst som Buzz Lightyear)
- 2000 – Buzz Lightyear, rymdjägare (TV-serie) (röst som Buzz Lightyear)
- 2001 – Spy Kids (röst som presidenten)
- 2001 – Farligt förflutet
- 2001 – Livvakterna
- 2002 – Spy Kids 2 - De förlorade drömmarnas ö (röst som presidenten och Dinky Winks)
- 2002 – Harry Potter och Hemligheternas kammare (röst som Gyllenroy Lockman)
- 2003 – Spy Kids 3-D: Game Over (röst som presidenten och Dinky Winks)
- 2003 – Den tredje vågen
- 2004 – Skeppsholmen (TV-serie)
- 2005 – Wallander – Bröderna
- 2005 – Harry Potter och den flammande bägaren (röst som Alastor "Monsterögat" Moody)
- 2006 – Hemvärnets glada dagar
- 2006 – Bilar (röst som Buzz Lightyear)
- 2006 – Min vän Charlotte (röst som fåret Samuel)
- 2007 – Familjen Robinson (röst som morbror Gaston)
- 2007 – Harry Potter och Fenixorden (röst som Alastor "Monsterögat" Moody)
- 2007 – Labyrint (TV-serie)
- 2007 – Labyrint mobisodes (TV-serie)
- 2007 – Kommissarien och havet - I denna stilla natt (TV-serie)
- 2008 – Hjälp! (TV-serie)
- 2008 – Asterix på olympiaden (röst som Argas)
- 2008 – Morgan Pålsson – världsreporter
- 2008 – Skägget i brevlådan (TV-serie)
- 2009 – Johan Falk – Gruppen för särskilda insatser
- 2009 – Scener ur ett kändisskap
- 2009 – Wallander – Cellisten
- 2009 – Riverside (TV-serie)
- 2010 – Sektor 236 - Tors vrede
- 2010 – Klara
- 2010 – Toy Story 3 (röst som Buzz Lightyear)
- 2010 – Toy Story 3 (spel) (röst som Buzz Lightyear)
- 2010 – Megamind (röst som Metro Man)
- 2011 – The Girl with the Dragon Tattoo
- 2012 – Villa Thalassa – helgen vecka 48
- 2013 – Kung Liljekonvalje av dungen
- 2013 – Inte flera mord
- 2016 – Beck – Vägs ände
- 2017 – Smurfarna: Den försvunna byn (röst som Muskelsmurfen)
- 2018 – Röjar-Ralf kraschar internet (röst som Buzz Lightyear)
- 2019 – Toy Story 4 (röst som Buzz Lightyear)
- 2019 – Vår tid är nu (TV-serie)
- 2020 – Atlantic Crossing (TV-serie) (som Per Albin Hansson)

## Teater

### Roller (ej komplett)
| År   | Roll                                    | Produktion | Regi                      | Teater                      |
| ---- | --------------------------------------- | --- | ------------------------- | --------------------------- |
| 1987 | Elev                                    | Drottningens juvelsmycke Carl Jonas Love Almqvist | Peter Oskarson            | Dramaten                    |
| 1988 | Jerry                                   | Zoo-story (The Zoo Story) Edward Albee | Sara Erlingsdotter        | Cafe Strömparterren         |
| 1988 |                                         | Husets herre (Мещане, Meshchane) Maxim Gorkij | Maria Hörnelius           | Teaterhögskolan i Stockholm |
| 1989 | Davison                                 | Maria Stuart Per Olov Enquist | Gunilla Berg              | Göteborgs stadsteater       |
| 1989 |                                         | Den goda människan från Sezuan (Der gute Mensch von Sezuan) Bertolt Brecht                                                                                   | Thomas Müller             | Göteborgs stadsteater       |
| 1989 | Allan                                   | Järnbörd Magnus Dahlström | Claes Lundberg            | Göteborgs stadsteater       |
| 1990 | Abel Coffin en underläkare              | Chang Eng Göran Tunström | Gunilla Berg              | Göteborgs stadsteater       |
| 1990 | John Waters                             | Hotelliggaren (Two Into One) Ray Cooney | Herman Ahlsell            | Lisebergsteatern            |
| 1990 | Eugene Jr.                              | Och ge oss skuggorna Lars Norén | Hans Polster              | Helsingborgs stadsteater    |
| 1992 | Yank                                    | Den ludna gorillan (The Hairy Ape) Eugene O'Neill | Håkan Lindhé              | Helsingborgs stadsteater    |
| 1992 | Christian de Neuvilette                 | Cyrano de Bergerac Edmond Rostand | Sture Ekholm              | Skånska Teatern             |
| 1993 | Gratiano                                | Köpmannen i Venedig (The Merchant of Venice) William Shakespeare                                                                                             | Göran Stangertz           | Helsingborgs stadsteater    |
| 1993 | Marcello "Spartacus" Bonnacorsi         | Jo, det gällde annonsen (La bonne adresse) Marc Camoletti | Arne Strömgren            | Helsingborgs stadsteater    |
| 1993 | Mickey                                  | Blodsbröder (Blood Brothers) Willy Russell | Ronny Danielsson          | Helsingborgs stadsteater    |
| 1993 | Stanley Kowalski                        | Linje Lusta (A Streetcar Named Desire) Tennessee Williams | Håkan Lindhé              | Helsingborgs stadsteater    |
| 1994 | Austin                                  | True West Sam Shepard | Jan Nielsen               | Helsingborgs stadsteater    |
| 1994 |                                         | Cirkus Tigerbrand Nils Ferlin | Ulf Fredriksson           | Helsingborgs stadsteater    |
| 1995 | Tom                                     | Första steget (Shattered Secrets) Libbe S.Halevy | Göran Stangertz           | Helsingborgs stadsteater    |
| 1995 | Karl XII                                | Brunnsspelet Fredrik Dolk | Fredrik Dolk              | Ramlösa hälsobrunn          |
| 1996 | Tomas, sonen                            | Bobby Fischer bor i Pasadena Lars Norén | Marianne Rolf             | Helsingborgs stadsteater    |
| 1997 | Per-Erik Ljungh                         | En uppstoppad hund Staffan Göthe | Margita Ahlin             | Helsingborgs stadsteater    |
| 1997 | Kung Aigeus                             | Medea Euripides | Karin Enberg              | Teater K                    |
| 1997 | Bishop Hogan                            | Feta män i kjol (Fat Men in Skirts) Nicky Silver | Jan Nielsen               | Helsingborgs stadsteater    |
| 1998 |                                         | Bäddat för sex (A Bedfull of Foreigners) Dave Freeman | Anders Albien             | Halmstads Teater            |
| 1999 | Nöjesteatern                            | Bäddat för sex (A Bedfull of Foreigners) Dave Freeman | Anders Albien             |                             |
| 1999 | Herman, betjänt                         | Fars lilla tös (Hurra, ein Junge) Franz Arnold och Ernst Bach                                                                                                | Jan Hertz                 | Fredriksdalsteatern         |
| 1999 |                                         | Semestercharmören John Chapman och Michael Partween | Anders Albien             | Halmstads Teater            |
| 2000 | Nöjesteatern                            | Semestercharmören John Chapman och Michael Partween | Anders Albien             |                             |
| 2000 | Tryggve                                 | Stjärneklok Ann-Charlotte Alverfors | Stellan Olsson            | Växjö Teater                |
| 2000 | Direktör Julius Arnberg                 | Arnbergs korsettfabrik (Der Keusche Lebemann) Franz Arnold och Ernst Bach                                                                                    | Hans Bergström            | Fredriksdalsteatern         |
| 2000 | Bo-Arne Bruhn                           | Inte nu, älskling! (Not Now, Darling) Ray Cooney och John Chapman                                                                                            | Anders Albien             | Halmstads Teater            |
| 2000 | Hampus Bråkenhjelm                      | Lorden från gränden (Me and My Girl) L. Arthur Rose och Noel Gay                                                                                             | Thomas Ryberger           | Intiman                     |
| 2002 | Direktör Julius Arnberg                 | Arnbergs korsettfabrik (Der Keusche Lebemann) Franz Arnold och Ernst Bach                                                                                    | Hans Bergström            | Intiman                     |
| 2002 | Ernst Persson                           | Hon jazzade en sommar (Der wahre Jacob) Franz Arnold och Ernst Bach                                                                                          | Hans Bergström            | Fredriksdalsteatern         |
| 2003 |                                         | Hur man lyckas i business utan att bli utbränd (How to Succeed in Business Without Really Trying) Frank Loesser, Abe Burrows, Jack Weinstock, Willie Gilbert | Peter Björk Anders Albien | Intiman                     |
| 2004 | Hjalmar Hjort                           | Mölle by the sea Gustaf Skördeman | Jan Hertz                 | Fredriksdalsteatern         |
| 2004 | Kamrer Stark Konstapel Rask             | Schlageryra i folkparken Adde Malmberg, Johan Schildt och Robert Sjöholm                                                                                     | Adde Malmberg             | Intiman                     |
| 2005 | Fänrik Karl Oskar Gustav Ståhl          | Hemvärnets glada dagar Gustaf Skördeman och Fredrik Dolk | Adde Malmberg             | Fredriksdalsteatern         |
| 2005 | Patrik Larsson                          | Hederlige Harry (Cash on Delivery!) Michael Cooney | Anders Albien             | Halmstads Teater            |
| 2008 | George                                  | Vem är rädd för Virginia Woolf? (Who's Afraid of Virginia Woolf?) Edward Albee                                                                               | Torbjörn Klasson          | Turné                       |
| 2008 | Mille Kraxenberg                        | Fyra bröllop och ett bad (Der kühne Schwimmer) Franz Arnold och Ernst Bach                                                                                   | Hans Berndtsson           | Fjäderholmsteatern          |
| 2009 | Robert                                  | Boeing Boeing Marc Camoletti | Jan Hertz                 | Nöjesteatern, Malmö         |
| 2010 |                                         | Hotelliggaren (Two Into One) Ray Cooney | Sven Melander             | Kristianstads teater        |
| 2010 | John Laurin                             | Gröna hissen (Fair and Warmer) Avery Hopwood | Anders Albien             | Fredriksdalsteatern         |
| 2010 | Vitorio Vitale                          | Sweet Charity Neil Simon, Cy Coleman och Dorothy Fields | Ola Hörling               | Kristianstads teater        |
| 2011 |                                         | Hotelliggaren (Two Into One) Ray Cooney | Sven Melander             | Fjäderholmsteatern          |
| 2011 | Karl Molander                           | Politik Henning Mankell | Vibeke Bjelke             | Helsingborgs stadsteater    |
| 2012 | Teseus Oberon                           | En midsommarnattsdröm (A Midsummer Night's Dream) William Shakespeare                                                                                        | Anna Novovic              | Helsingborgs stadsteater    |
| 2014 | Charles Condomine                       | Min fru går igen (Blithe Spirit) Noël Coward | Geir Sveaass              | Helsingborgs stadsteater    |
| 2014 |                                         | Pang i bygget (Fawlty Towers) John Cleese och Connie Booth                                                                                                   | Anders Albien             | Fredriksdalsteatern         |
| 2015 |                                         | Den stressade (Den stundesløse) Ludvig Holberg | Jan Hertz                 | Fredriksdalsteatern         |
| 2015 | Gösta Angerud                           | Sällskapsresan Bengt Palmers och Jakob Skarin | Anders Albien             | Nöjesteatern                |
| 2016 | Mr Bienstock                            | Sugar - I hetaste laget (Sugar) Jule Styne, Bob Merrill och Peter Stone                                                                                      | Anders Aldgård            | Fredriksdalsteatern         |
| 2016 | Gösta Angerud                           | Sällskapsresan Bengt Palmers och Jakob Skarin | Anders Albien             | Chinateatern                |
| 2017 | Richard Willey                          | Hotelliggaren (Two Into One) Ray Cooney | Sven Melander             | Fredriksdalsteatern         |
| 2018 |                                         | Figaros bröllop (La Folle Journée, ou Le Mariage de Figaro) Pierre de Beaumarchais                                                                           | Moqi Simon Trolin         | Helsingborgs stadsteater    |
| 2018 | Överste Rutger Cederstam                | Fars lilla tös (Hurra, ein Junge) Franz Arnold och Ernst Bach                                                                                                | Anders Aldgård            | Fredriksdalsteatern         |
| 2024 | Germund Gråström, garvare, värdshusvärd | Ett resande teatersällskap Andreas T. Olsson | Andreas T. Olsson         | Sundspärlan                 |

### Fotnoter
1. ↑  Ingegärd Waaranperä (2 april 1989). ”Schillers drottningdrama i Enquists tolkning: Offer i nutida maktstrid”. Dagens Nyheter:  s. 20. https://tidningar.kb.se/8224221/1989-04-02/edition/0/part/1/page/20. Läst 2 maj 2020.
2. ↑  Christer Nilsson (27 januari 2001). ”Äkta män får på pälsen”. Kristianstadsbladet. http://www.kristianstadsbladet.se/noje/akta-man-far-pa-palsen/. Läst 28 juni 2015.
3. ↑  ”evarydberg.se”. Hon jazzade en sommar. http://www.evarydberg.se/hon-jazzade-en-sommar/2/. Läst 24 juli 2015.
4. ↑  Marcus Boldemann (31 januari 2003). ”Sprakande föreställning. Trots mossig kvinnosyn är det något ungdomligt påfluget över Intimans nya musikal”. Dagens Nyheter. Arkiverad från originalet den 10 augusti 2016. https://web.archive.org/web/20160810111710/http://www.dn.se/arkiv/kultur/sprakande-forestallning-trots-mossig-kvinnosyn-ar-det-nagot-ungdomligt-pafluget/. Läst 29 maj 2016.
5. ↑  Gaby Wigardt (1 februari 2003). ”Lysande jakt på karriären”. Svenska Dagbladet. http://www.svd.se/lysande-jakt-pa-karriaren. Läst 29 maj 2016.
6. ↑  Jan-Olov Andersson (30 september 2004). ”Lustspelet har vässats på alla plan”. Aftonbladet. https://www.aftonbladet.se/nojesbladet/article10490285.ab. Läst 28 april 2018.
7. ↑  ”VEM ÄR RÄDD FÖR VIRGINIA WOOLF?, Trelleborgs Kulturhus den 22 april 2008”. JPS Media. https://www.jpsmedia.se/2008/04/23/virginia-woolf-som-hogklassig-uppvisning/. Läst 19 februari 2022.
8. ↑  Christer Nilsson (9 februari 2009). ”Högtflygande fars med romans”. Ystads Allehanda. http://www.ystadsallehanda.se/noje/hogtflygande-fars-med-romans/. Läst 29 juni 2015.
9. ↑  ”Melander regisserar fars”. Kristianstadsbladet. 8 december 2009. http://www.kristianstadsbladet.se/noje/melander-regisserar-fars/. Läst 28 april 2018.
10. ↑  Strömma Turism & Sjöfart AB (24 mars 2011). ”Hotelliggaren på Fjäderholmarna i sommar”. Pressmeddelande.  Läst 28 april 2018.
11. ↑  Helsingborgs stadsteater (6 mars 2012). ”PREMIÄR för En midsommarnattsdröm den 10 mars på Helsingborgs stadsteater!”. Pressmeddelande.  Läst 9 april 2022.
12. ↑  ”Fredriksdalsteatern sommaren 2014”. Eva Rydberg. https://www.evarydberg.se/fredriksdalsteatern-sommaren-2014/. Läst 1 maj 2018.
13. ↑  ”Om pjäsen”. evarydberg.se. http://www.evarydberg.se/om-pjasen-4/. Läst 14 juni 2015.
14. ↑  ”Fredriksdalsteatern sommaren 2016”. evarydberg.se. https://www.evarydberg.se/fredriksdalsteatern-sommaren-2016/. Läst 1 maj 2018.
15. ↑  ”Sällskapsresan”. Chinateatern. Arkiverad från originalet den 27 mars 2016. https://web.archive.org/web/20160327022427/http://www.chinateatern.se/show/sallskapsresan/. Läst 3 april 2016.
16. ↑  ”Om pjäsen”. evarydberg.se. http://www.evarydberg.se/om-pjasen-6/. Läst 13 juni 2017.
17. ↑  ”Ett resande teatersällskap med Eva Rydberg”. Hagestad Touring. https://www.hagestadtouring.se/ett-resande-teatersallskap-med-eva-rydberg. Läst 29 september 2024.